# Sun Asterisk
株式会社Sun Asterisk（さんあすたりすく、英文社名：Sun* Inc.）は、東京都千代田区に本社を置く日本のデジタルクリエイティブスタジオ。

## 概要
Sun Asteriskは2012年にフランジアとして創業された会社。ベトナムやフィリピン、カンボジアなどでITエンジニアを雇い、モバイルアプリケーション等のオフショア開発を行い、2020年に東京証券取引所マザーズに上場した。

## 沿革
- 2012年 - 東京都中央区に株式会社フランジア・ジャパンを創業し、ベトナムでFramgia Vietnam Co.,Ltdを設立[7]。
- 2013年 - 東京都千代田区に株式会社アイピースを設立[7]。
- 2014年 - シンガポールにFramgia Holdings Pte.Ltdを設立し、株式会社アイピースを子会社化して株式会社フランジア・ジャパンに商号を変更[7]。
- 2015年 - 東京都渋谷区に本社を移転[7]。
- 2017年 - 株式会社ランジア・ジャパンがマネジメント・バイアウトにより独立し、株式会社フランジアに商号を変更。東京都千代田区に本社を移転[7]。
- 2019年 - 株式会社Sun Asteriskに商号を変更[7]。
- 2020年 - 東京証券取引所マザーズに上場[7]。
- 2022年 - 東京証券取引所プライム市場に市場変更。